# Lucas e Juquinha em Perigo! Perigo! Perigo!

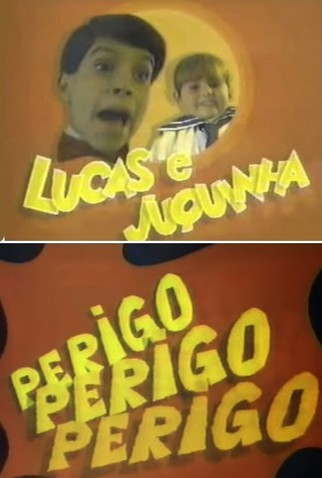
Logotipo 1993 TV Cultura

Lucas e Juquinha: Perigo, perigo perigo! foi uma série de televisão brasileira, em cinco episódios curtos, veiculado pela TV Cultura em 1993, como preâmbulo do programa Castelo Rá-Tim-Bum.

## Sinopse
O enredo foi feito como uma continuação (spin-off) do programa infantil de 1991 Mundo da Lua, em que dois meninos primos enfrentam os perigos existentes numa casa comum, tais como remédios, tomadas elétricas e fogo. Lucas é o mais velho, e ensina ao Juquinha como evitar acidentes, porém por conta de mal-entendidos é sempre Lucas quem acaba levando bronca.

## Ficha técnica
- Roteiro: Flávio de Souza
- Direção: Cao Hamburger
- Duração: cinco minutos.

### Elenco
- Luciano Amaral como Lucas
- Guilherme Fonseca como Juquinha
- Mira Haar como a voz da mãe de Lucas

## Premiações
Apesar da curta duração e pequeno número de episódios, a série foi bastante premiada, em 1993:
- Medalha de ouro como Melhor Vídeo Institucional Educativo para TV, no Festival de Nova Iorque;
- Menção honrosa do Japan Prize, como melhor programa educativo;
- Melhor Programa Infantil da Associação Paulista de Críticos de Arte;
- Melhor roteiro e melhor vídeo institucional, no Festival de Vídeo da Cidade de Porto Alegre.[2]

E ainda:
- Melhor fotografia, na V Edición Festival de Cine Infantil de Ciudad Guayana - Venezuela, 1997.[3]